# Plusiodonta cupristria
Plusiodonta cupristria är en fjärilsart som beskrevs av William James Kaye 1922. Plusiodonta cupristria ingår i släktet Plusiodonta och familjen nattflyn. Inga underarter finns listade i Catalogue of Life.